# فلیکس نایت
فلیکس نایت (انگلیسی: Felix Knight؛ ‏ ۱ نوامبر ۱۹۰۸ – ۱۸ ژوئن ۱۹۹۸) بازیگر، تِـنور و مربی صدا اهل ایالات متحده آمریکا بود. وی بین سال‌های ۱۹۲۹ تا ۱۹۹۸ میلادی فعالیت می‌کرد.
از فیلم‌هایی که وی در آن‌ها نقش داشته است، می‌توان به ستاره‌ای انتخاب کن، دختر کولی و بچه‌ها در شهر اسباب‌بازی اشاره نمود.